# پوئرتو مالدونادو
پوئرتو مالدونادو (به اسپانیایی: Puerto Maldonado) یک شهر در پرو است که در منطقه مادره ده دیوس واقع شده‌است.

## خصوصیات
پوئرتو مالدونادو ۱۸۳ متر بالاتر از سطح دریا واقع شده و ۷۴٬۴۹۴ نفر جمعیت دارد.